# 2013 في إسرائيل
فيما يلي قوائم الأحداث التي وقعت خلال عام 2013 في إسرائيل.

## سياسة

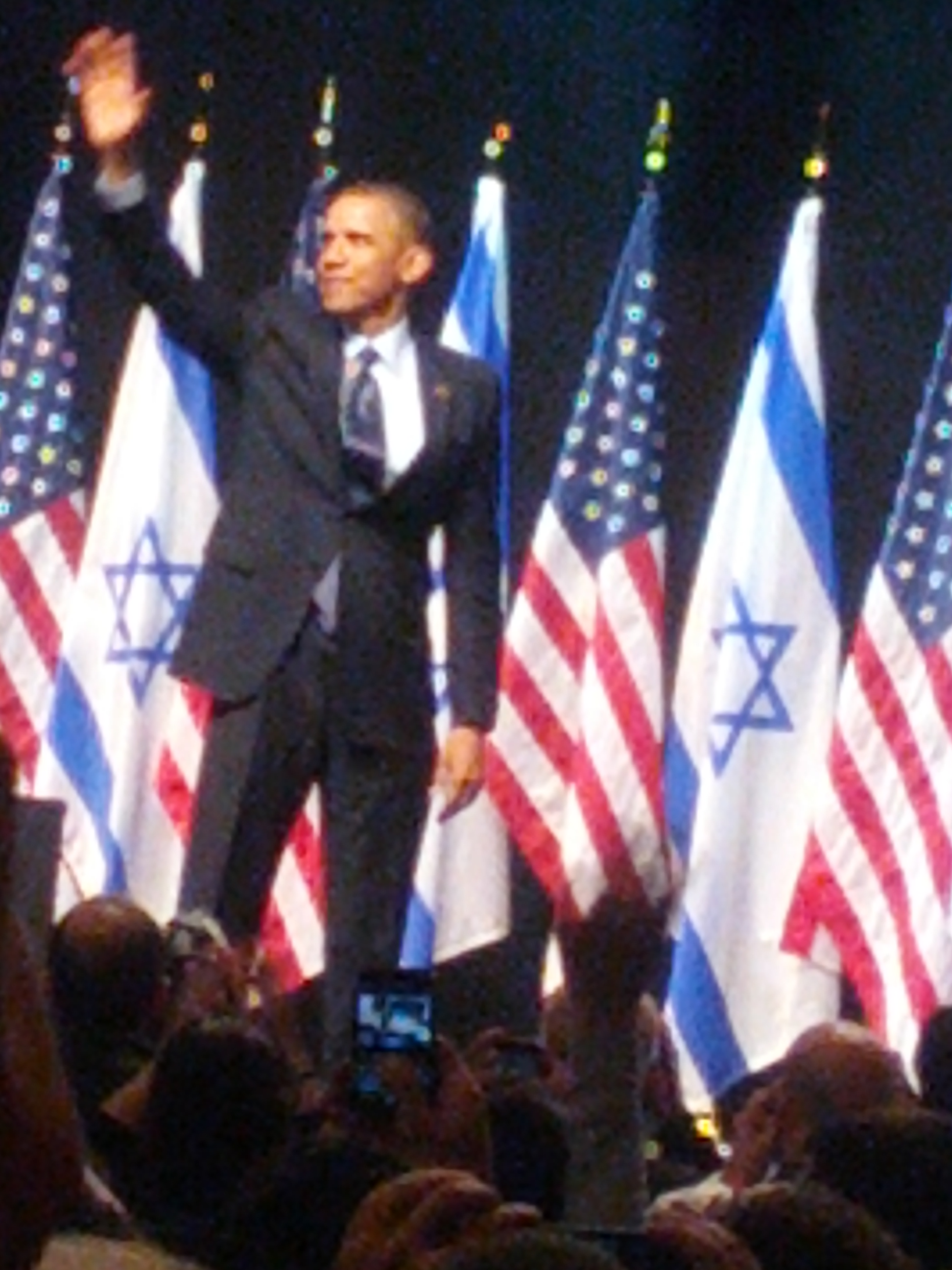
يقوم الرئيس الأمريكي باراك أوباما في زيارة تستغرق أربعة أيام إلى إسرائيل والسلطة الفلسطينية.

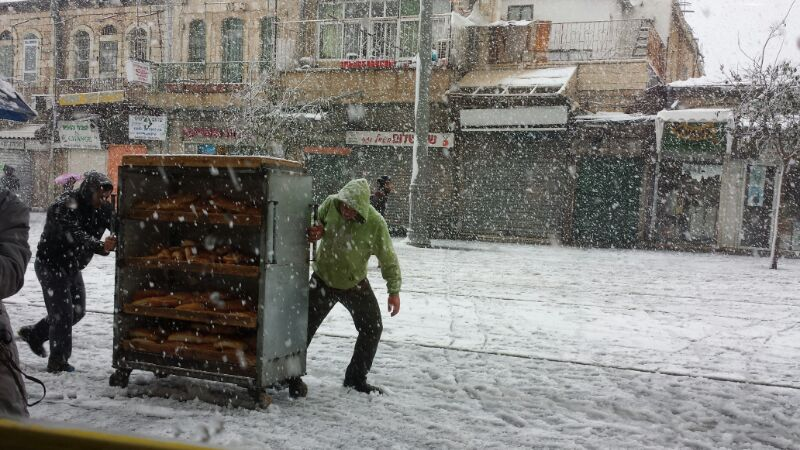
الثلج في القدس خلال عاصفة اليكسا

### تعيين في المنصب
- 1 يناير – عمير بيرتز وزير حماية البيئة ‏،عضو الكنيست [الإنجليزية]‏.
- 5 فبراير – أحمد الطيبي عضو الكنيست [الإنجليزية]‏.
- 5 فبراير – أرييه درعي عضو الكنيست [الإنجليزية]‏.
- 5 فبراير – أوري أرئيل عضو الكنيست [الإنجليزية]‏،وزير البناء والإسكان  [لغات أخرى]‏.
- 5 فبراير – أوري مكليف عضو الكنيست [الإنجليزية]‏.
- 5 فبراير – أوفير أكونيس عضو الكنيست [الإنجليزية]‏.
- 5 فبراير – أيليت شكد عضو الكنيست [الإنجليزية]‏.
- 5 فبراير – اسحق كوهين عضو الكنيست [الإنجليزية]‏.
- 5 فبراير – افيغادور ليبرمان عضو الكنيست [الإنجليزية]‏،وزير الخارجية الإسرائيلي  [لغات أخرى]‏.
- 5 فبراير – اليعازر شتيرن عضو الكنيست [الإنجليزية]‏.
- 5 فبراير – اورلي ليفي عضو الكنيست [الإنجليزية]‏.
- 5 فبراير – إسحاق هرتزوغ عضو الكنيست [الإنجليزية]‏.
- 5 فبراير – إليعزر موزيس عضو الكنيست [الإنجليزية]‏.
- 5 فبراير – إيتان كابل عضو الكنيست [الإنجليزية]‏.
- 5 فبراير – إيتسيك شمولي عضو الكنيست [الإنجليزية]‏.
- 5 فبراير – إيريل مرجاليت عضو الكنيست [الإنجليزية]‏.
- 5 فبراير – إيلان غيلون عضو الكنيست [الإنجليزية]‏.
- 5 فبراير – إيلي بن دهان عضو الكنيست [الإنجليزية]‏.
- 5 فبراير – إيلي يشاي عضو الكنيست [الإنجليزية]‏.
- 5 فبراير – باسل غطاس عضو الكنيست [الإنجليزية]‏.
- 5 فبراير – بنيامين نتانياهو عضو الكنيست [الإنجليزية]‏.
- 5 فبراير – بنينا تامانو-شطا عضو الكنيست [الإنجليزية]‏.
- 5 فبراير – تساحي هنغبي عضو الكنيست [الإنجليزية]‏.
- 5 فبراير – تسيبي ليفني عضو الكنيست [الإنجليزية]‏،Justice Minister of Israel ‏.
- 5 فبراير – تسيبي هوتوفلي عضو الكنيست [الإنجليزية]‏.
- 5 فبراير – تمار زاندبرغ عضو الكنيست [الإنجليزية]‏.
- 5 فبراير – جلعاد أردان عضو الكنيست [الإنجليزية]‏.
- 5 فبراير – جمال زحالقة عضو الكنيست [الإنجليزية]‏.
- 5 فبراير – جيلا غامليل عضو الكنيست [الإنجليزية]‏.
- 5 فبراير – حاييم كاتس عضو الكنيست [الإنجليزية]‏.
- 5 فبراير – حمد عمار عضو الكنيست [الإنجليزية]‏.
- 5 فبراير – حنين زعبي عضو الكنيست [الإنجليزية]‏.
- 5 فبراير – حيليك بار عضو الكنيست [الإنجليزية]‏.
- 5 فبراير – دافيد ازولاي عضو الكنيست [الإنجليزية]‏.
- 5 فبراير – داني دانون عضو الكنيست [الإنجليزية]‏.
- 5 فبراير – رؤوفين ريفلين عضو الكنيست [الإنجليزية]‏.
- 5 فبراير – زئيف إلكين عضو الكنيست [الإنجليزية]‏.
- 5 فبراير – زهافا غال-أون عضو الكنيست [الإنجليزية]‏.
- 5 فبراير – ستاف شافير عضو الكنيست [الإنجليزية]‏.
- 5 فبراير – سوفا لاندفير عضو الكنيست [الإنجليزية]‏.
- 5 فبراير – سيلفان شالوم عضو الكنيست [الإنجليزية]‏.
- 5 فبراير – شمعون أوحيون عضو الكنيست [الإنجليزية]‏.
- 5 فبراير – شولي معلم عضو الكنيست [الإنجليزية]‏.
- 5 فبراير – شيلي يحيموفيتش عضو الكنيست [الإنجليزية]‏،قائد المعارضة.
- 5 فبراير – طلب أبو عرار عضو الكنيست [الإنجليزية]‏.
- 5 فبراير – عفو إغبارية عضو الكنيست [الإنجليزية]‏.
- 5 فبراير – عليزا لافي عضو الكنيست [الإنجليزية]‏.
- 5 فبراير – عمرام متسناع عضو الكنيست [الإنجليزية]‏.
- 5 فبراير – عوفر شيلح عضو الكنيست [الإنجليزية]‏.
- 5 فبراير – عومر بارليف عضو الكنيست [الإنجليزية]‏.
- 5 فبراير – عيساوي فريج عضو الكنيست [الإنجليزية]‏.
- 5 فبراير – كارين الحرار عضو الكنيست [الإنجليزية]‏.
- 5 فبراير – مئير كوهين عضو الكنيست [الإنجليزية]‏.
- 5 فبراير – مسعود غنايم عضو الكنيست [الإنجليزية]‏.
- 5 فبراير – موشيه غافني عضو الكنيست [الإنجليزية]‏.
- 5 فبراير – موشيه يعلون عضو الكنيست [الإنجليزية]‏،وزير الدفاع الإسرائيلي  [لغات أخرى]‏.
- 5 فبراير – موطي يوغيف عضو الكنيست [الإنجليزية]‏.
- 5 فبراير – ميخال بيران عضو الكنيست [الإنجليزية]‏.
- 5 فبراير – ميخال روزين عضو الكنيست [الإنجليزية]‏.
- 5 فبراير – ميراف ميخائيلي عضو الكنيست [الإنجليزية]‏.
- 5 فبراير – ميري ريغيف عضو الكنيست [الإنجليزية]‏.
- 5 فبراير – ميكي روزنتال عضو الكنيست [الإنجليزية]‏.
- 5 فبراير – ميكي ليفي عضو الكنيست [الإنجليزية]‏.
- 5 فبراير – ناشمان شاي عضو الكنيست [الإنجليزية]‏.
- 5 فبراير – نفتالي بنت عضو الكنيست [الإنجليزية]‏.
- 5 فبراير – نيسان سلوميانسكي عضو الكنيست [الإنجليزية]‏.
- 5 فبراير – يائير لبيد عضو الكنيست [الإنجليزية]‏،وزير المالية الإسرائيلي  [لغات أخرى]‏.
- 5 فبراير – يائيل جيرمان عضو الكنيست [الإنجليزية]‏،وزير الصحة  [لغات أخرى]‏.
- 5 فبراير – ياريف ليفين عضو الكنيست [الإنجليزية]‏.
- 5 فبراير – يسرائيل أيخلير عضو الكنيست [الإنجليزية]‏.
- 5 فبراير – يسرائيل حسون عضو الكنيست [الإنجليزية]‏.
- 5 فبراير – يسرائيل كاتس عضو الكنيست [الإنجليزية]‏.
- 5 فبراير – يعقوب اشير عضو الكنيست [الإنجليزية]‏.
- 5 فبراير – يعقوب بيري عضو الكنيست [الإنجليزية]‏.
- 5 فبراير – يوئيل رازفوزوف عضو الكنيست [الإنجليزية]‏.
- 5 فبراير – يولي أدلشتين عضو الكنيست [الإنجليزية]‏،قائمة رؤساء الكنيست.
- 18 مارس – يوفال شتاينتز وزير الشؤون الاستراتيجية الإسرائيلي  [لغات أخرى]‏، وزارة الاستخبارات (إسرائيل).

### انتهاء فترة المنصب
- 1 يناير – يعقوب نئمان Justice Minister of Israel ‏.
- 6 يناير – يائيل جيرمان عمدة هرتسليا.
- 5 فبراير – أحمد الطيبي عضو الكنيست [الإنجليزية]‏.
- 5 فبراير – أرييه بيبي عضو الكنيست [الإنجليزية]‏.
- 5 فبراير – أكرم حسون عضو الكنيست [الإنجليزية]‏.
- 5 فبراير – أناستاسيا ميخائيلي عضو الكنيست [الإنجليزية]‏.
- 5 فبراير – أوري أرئيل عضو الكنيست [الإنجليزية]‏.
- 5 فبراير – أوري مكليف عضو الكنيست [الإنجليزية]‏.
- 5 فبراير – أوفير أكونيس عضو الكنيست [الإنجليزية]‏.
- 5 فبراير – أيوب قرا عضو الكنيست [الإنجليزية]‏.
- 5 فبراير – اسحق كوهين عضو الكنيست [الإنجليزية]‏.
- 5 فبراير – افيغادور ليبرمان عضو الكنيست [الإنجليزية]‏.
- 5 فبراير – اورلي ليفي عضو الكنيست [الإنجليزية]‏.
- 5 فبراير – إسحاق هرتزوغ عضو الكنيست [الإنجليزية]‏.
- 5 فبراير – إليعزر موزيس عضو الكنيست [الإنجليزية]‏.
- 5 فبراير – إيتان كابل عضو الكنيست [الإنجليزية]‏.
- 5 فبراير – إيلان غيلون عضو الكنيست [الإنجليزية]‏.
- 5 فبراير – إيلي يشاي عضو الكنيست [الإنجليزية]‏.
- 5 فبراير – إيهود باراك عضو الكنيست [الإنجليزية]‏،وزير الدفاع الإسرائيلي  [لغات أخرى]‏، نائب رئيس الوزراء ‏.
- 5 فبراير – بنيامين نتانياهو عضو الكنيست [الإنجليزية]‏،وزير الصحة  [لغات أخرى]‏،وزير الخارجية الإسرائيلي  [لغات أخرى]‏.
- 5 فبراير – بيني بيغن عضو الكنيست [الإنجليزية]‏.
- 5 فبراير – تسيبي هوتوفلي عضو الكنيست [الإنجليزية]‏.
- 5 فبراير – جلعاد أردان عضو الكنيست [الإنجليزية]‏.
- 5 فبراير – جمال زحالقة عضو الكنيست [الإنجليزية]‏.
- 5 فبراير – جيلا غامليل عضو الكنيست [الإنجليزية]‏.
- 5 فبراير – حاييم كاتس عضو الكنيست [الإنجليزية]‏.
- 5 فبراير – حمد عمار عضو الكنيست [الإنجليزية]‏.
- 5 فبراير – حنين زعبي عضو الكنيست [الإنجليزية]‏.
- 5 فبراير – دافيد ازولاي عضو الكنيست [الإنجليزية]‏.
- 5 فبراير – داليا إيتسيك عضو الكنيست [الإنجليزية]‏.
- 5 فبراير – دان مريدور عضو الكنيست [الإنجليزية]‏،نائب رئيس الوزراء ‏.
- 5 فبراير – داني أيالون عضو الكنيست [الإنجليزية]‏، نائب وزير الخارجية ‏.
- 5 فبراير – داني دانون عضو الكنيست [الإنجليزية]‏.
- 5 فبراير – دانيال هيرشكوفيتز عضو الكنيست [الإنجليزية]‏.
- 5 فبراير – روني بار أون عضو الكنيست [الإنجليزية]‏.
- 5 فبراير – رؤوفين ريفلين عضو الكنيست [الإنجليزية]‏،قائمة رؤساء الكنيست.
- 5 فبراير – زئيف إلكين عضو الكنيست [الإنجليزية]‏.
- 5 فبراير – زهافا غال-أون عضو الكنيست [الإنجليزية]‏.
- 5 فبراير – سعيد نفاع عضو الكنيست [الإنجليزية]‏.
- 5 فبراير – سوفا لاندفير عضو الكنيست [الإنجليزية]‏.
- 5 فبراير – سيلفان شالوم عضو الكنيست [الإنجليزية]‏.
- 5 فبراير – شيلي يحيموفيتش عضو الكنيست [الإنجليزية]‏،قائد المعارضة.
- 5 فبراير – عفو إغبارية عضو الكنيست [الإنجليزية]‏.
- 5 فبراير – غالب مجادلة عضو الكنيست [الإنجليزية]‏.
- 5 فبراير – مجلي وهبي عضو الكنيست [الإنجليزية]‏.
- 5 فبراير – مسعود غنايم عضو الكنيست [الإنجليزية]‏.
- 5 فبراير – موشيه غافني عضو الكنيست [الإنجليزية]‏.
- 5 فبراير – موشيه كحلون عضو الكنيست [الإنجليزية]‏،وزير الاتصالات الإسرائيلي  [لغات أخرى]‏.
- 5 فبراير – موشيه يعلون عضو الكنيست [الإنجليزية]‏.
- 5 فبراير – ميخائيل إيتان عضو الكنيست [الإنجليزية]‏.
- 5 فبراير – ميري ريغيف عضو الكنيست [الإنجليزية]‏.
- 5 فبراير – ناشمان شاي عضو الكنيست [الإنجليزية]‏.
- 5 فبراير – ياريف ليفين عضو الكنيست [الإنجليزية]‏.
- 5 فبراير – يسرائيل أيخلير عضو الكنيست [الإنجليزية]‏.
- 5 فبراير – يسرائيل حسون عضو الكنيست [الإنجليزية]‏.
- 5 فبراير – يسرائيل كاتس عضو الكنيست [الإنجليزية]‏.
- 5 فبراير – يوئيل حسون عضو الكنيست [الإنجليزية]‏.
- 5 فبراير – يولي أدلشتين عضو الكنيست [الإنجليزية]‏،وزارة الإعلام والشتات.
- 18 مارس – يعكوف ليتزمان نائب لوزيرالصحة.
- 18 مارس – يوفال شتاينتز وزير المالية الإسرائيلي  [لغات أخرى]‏.

## رياضة
- 1 يناير – بطولة أوروبا تحت 21 سنة لكرة القدم 2013

## أفلام
من الأفلام التي صدرت هذه السنة في إسرائيل:
- 2 سبتمبر – أنا عربية من إخراج عاموس غيتاي.
- 7 سبتمبر – خارج في الظلام من إخراج مايكل ماير (دي جي).

## برامج ومسلسلات وأنمي
- الجميلة والخباز

## وفيات

### أبريل
- 11 أبريل – رام كرمي (مواليد 1931) مهندس معماري إسرائيلي.

### مايو
- 2 مايو – دفورا عومر (مواليد 1932) كاتبة إسرائيلية.

### يوليو
- 21 يوليو – عوزي ميشولام (مواليد 1953) حاخام إسرائيلي.

### نوفمبر
- 26 نوفمبر – أريك أينشتين (مواليد 1939) مغني إسرائيلي.